# Allan Grönkvist
Allan Grönkvist, född 20 februari 1910 i Nyeds församling, död 26 juni 1959 i Nyed, var en svensk skolvaktmästare och socialdemokratisk politiker.
Grönkvist var ledamot av riksdagens första kammare från 1954, invald i Värmlands läns valkrets. 